# Soft coated wheaten terrier
A soft coated wheaten terrier[Nota] (em inglês:  Irish Soft Coated Wheaten Terrier) foi uma das raças prediletas dos camponeses europeus no século XVII, usada posteriormente para caça, pastoreio e guarda. Este cão é considerado o terrier mais dócil e menos agressivo de todos, embora tenha gosto por perseguir pequenos animais. De adestramento considerado moderado, é popular nas casas da América do Norte. Chegando a atingir 21 kg, costumam ter até dez filhotes por ninhada, o que lhe garante uma população numerosa.